# Comuna Sławatycze
Comuna Sławatycze este o comună (în poloneză: gmina) rurală în powiat Biała Podlaska, voievodatul Lublin, Polonia.
Comuna acoperă o suprafață de 71,71 km² și are, potrivit datelor din anul 2006, o populație de 2.616.